# 迪法恩斯 (俄亥俄州)
迪法恩斯（Defiance）是美国俄亥俄州迪法恩斯县一个城市，是迪法恩斯县的县城，位于托莱多西南约89公里，俄亥俄州西北角的印第安纳州韦恩堡东北47英里处。 2010年人口普查的人口为16944人。

## 历史
这个城市包含了迪法恩斯堡的遗址，由1794年8月的“疯狂”安东尼·韦恩将军，西北印第安战争期间，在Auglaize和茂美河流的交汇处建成。韦恩将军对土地进行了调查，并向斯科特将军宣称：“我不能让英国人、印第安人和地狱之恶魔拿走它。